# Incidente ferroviario di Pianerottolo d'Ariano
L'incidente ferroviario di Pianerottolo d'Ariano è stato un disastro avvenuto la notte sul 30 settembre 1889 lungo la ferrovia Napoli-Foggia, all'interno della galleria di valico presso il km 59 della linea (si noti che su quella tratta la progressiva chilometrica era conteggiata in senso retrogrado, da Foggia verso Napoli). Il luogo dell'incidente era situato all'altezza della sella di Ariano, in territorio comunale di Ariano di Puglia (l'attuale Ariano Irpino).

## Descrizione
Lo scontro si verificò fra due treni a vapore: l'accelerato 254 proveniente da Foggia e diretto a Napoli, e l'accelerato 907 che procedeva invece in senso inverso. Nel primo convoglio vi erano anche alcuni vagoni militari destinati a trasportare a Napoli (a scopo di esercitazione) 107 soldati della milizia mobile in congedo facenti capo al distretto di Barletta; tali vagoni speciali erano preceduti da diversi carri bestiame e seguiti dalle carrozze passeggeri. Il treno diretto in Puglia comprendeva invece, oltre alle vetture passeggeri, anche alcuni vagoni postali contenenti la corrispondenza diretta in Australia e destinata all'imbarco nel porto di Brindisi; è incerto se anche il convoglio proveniente da Napoli comprendesse uno o più carri bestiame. Ad ogni modo le carrozze coinvolte nell'incidente furono, in totale, circa una ventina.
I due treni partirono quasi contestualmente intorno alle ore 2:30 della notte, l'uno dalla stazione di Ariano (lato Napoli), l'altro dalla cosiddetta fermata di Pianerottolo (in realtà si trattava di un posto di movimento, lato Foggia). Lo scontro avvenne quasi nel mezzo della galleria (lunga 3204 m e non illuminata), il cui imbocco orientale è posto a breve distanza dalla fermata di Pianerottolo. Nonostante che entrambi i treni marciassero con i fanali accesi, i rispettivi macchinisti non riuscirono ad accorgersi di quanto stava accadendo a causa della traiettoria accentuatamente curvilinea (semi-elicoidale) del traforo. Il treno proveniente da Foggia, peraltro, procedeva a tutto vapore nel tentativo di recuperare il ritardo precedentemente accumulato e, agevolato dal tracciato in lieve discesa, viaggiava a una velocità relativamente sostenuta (in proporzione agli standard di quel tempo).
Dopo lo scontro il personale di stazione provvide tempestivamente ad allertare i soccorsi per via telegrafica; tuttavia il luogo dell'incidente era assai distante dai centri abitati e la stessa fermata di Pianerottolo non era interconnessa alla rete stradale. Molti tra i sopravvissuti incontrarono serie difficoltà ad uscire dal tunnel a causa della totale oscurità e delle lamiere contorte che ostruivano il passaggio; alcuni buoi rimasti incolumi riuscirono invece a fuggire nel buio e a guadagnare l'uscita del traforo correndo all'impazzata, seminando peraltro il panico tra gli stessi superstiti e tra i soccorritori. Nelle difficili operazioni di soccorso, coordinate personalmente dal prefetto di Avellino giunto prontamente sul posto, si distinse l'opera della giovane religiosa Giuseppina Arcucci, futura fondatrice della congregazione delle suore dello Spirito Santo. Sul luogo del disastro, oltre all'ispettore ferroviario del circolo di Foggia, confluirono anche 400 soldati del Regio Esercito.
Fin dalle prime ore si comprese che la causa dell'incidente era da addebitarsi a un errore telegrafico del giovane dirigente della stazione di Ariano, tale Leopoldo Urbano (o Urbani), il quale fu immediatamente tratto in arresto. L'incidente provocò almeno 2 morti e 7 feriti; secondo altre fonti le vittime furono invece 3 (due soldati e un mandriano) e i feriti 25 (tre dei quali in gravi condizioni). Assai più numerosi furono però i decessi tra gli animali trasportati: in totale persero la vita 40 bovini e 12 muli. Viceversa la gran mole di corrispondenza australiana presente nei vagoni postali, data inizialmente per dispersa, fu recuperata quasi per intero (393 sacchi su un totale di 397). Entro il successivo 1º ottobre la circolazione ferroviaria all'interno della galleria fu integralmente ripristinata.